# John Baizley

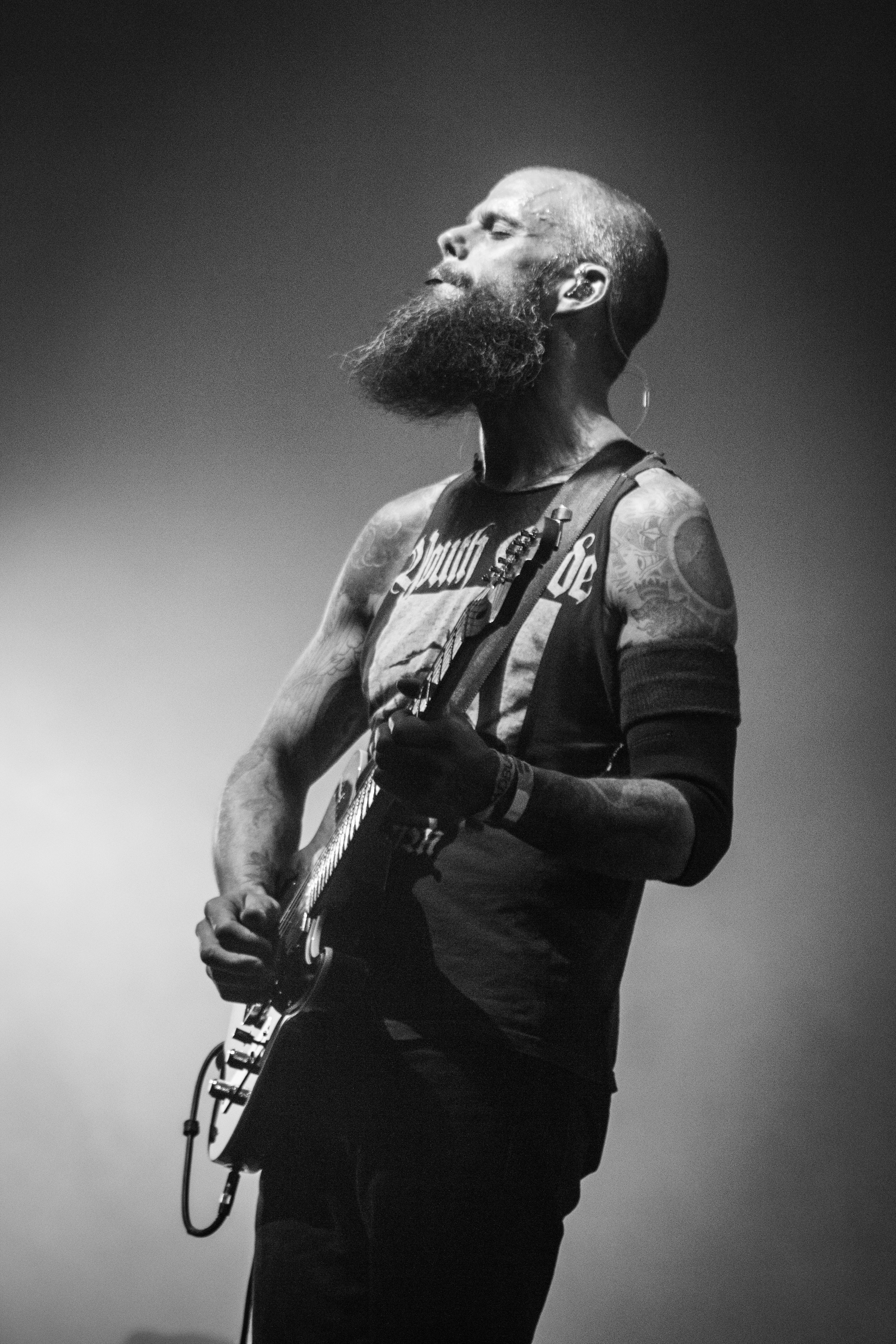
John Dyer Baizley mit Baroness beim Roadburn Festival 2017

John Dyer Baizley (geboren 10. Oktober 1977 in Pittsburgh, Pennsylvania), meist John Baizley genannt, ist ein amerikanischer Sänger, Gitarrist und Illustrator. Bekannt wurde Baizley insbesondere durch die von ihm mit initiierte Gruppe Baroness sowie als Cover-Künstler. Gelegentlich nutzt er als Cover-Künstler das Pseudonym A Perfect Monster.

## Werdegang
John Dyer Baizley wurde am 10. Oktober 1977 in Pittsburgh, Pennsylvania geboren. Er wuchs in Lexington, Virginia auf, wo er mit Freunden, darunter Gitarrist Peter Adams, die Band Johnny Welfare & The Paychecks gründete. Die Band trennte sich. Baizley schrieb sich im Jahr 1997 an der Rhode Island School of Design ein. Adams, der die High School ohne Abschluss verlassen hatte, schloss sich erst einer Punkband an und verpflichtete sich später zum Wehrdienst. Baizley besuchte die renommierte Kunsthochschule für drei Jahre, verließ sie jedoch vor seinem Abschluss.
Im Jahr 2003 gründete er in Savannah, Georgia die Band Baroness. Für seine eigene Band und befreundete Gruppen wie Kylesa und Skeletonwitch gestaltete er Mitte der 2000er-Jahre erste Cover. Mit dem Erfolg des Baroness-Albums Red Album nahm seine Karriere als Musiker und Künstler deutlich zu. Baizley wurde als einziges konstantes Mitglied, Bandleader, Leadsänger und Rhythmusgitarrist ebenso bekannt wie als Coverkünstler. Mit seiner Arbeit an Alben und Merchandise-Artikeln von Interpreten wie Pig Destroyer, Darkest Hour, Daughters, Torche, Black Tusk, Vitamin X, The Red Chord und Metallica prägte er einen Teil der Ästhetik im Metal seiner Zeit.
Am 15. August 2012, während einer Tournee zum dritten Baroness-Album Yellow & Green, durchstieß der Tourbus eine Leitplanke und stürze neun Meter von einer Brücke in die Tiefe. Der Unfall nahe dem englischen Bath ereignete sich aufgrund der defekten Bremsen des Fahrzeugs. Baizley, der wach neben dem Busfahrer stand und sehen konnte, dass der Busfahrer das Fahrzeug nicht verlangsamen konnte, versuchte die Insassen zu wecken und auf einen Unfall vorzubereiten. Er stürzte in die Windschutzscheibe und erlitt die schwersten Verletzungen. Sein Bein war gebrochen, sein mehrfach gebrochener linker Arm so schwer verletzt, dass eine Amputation in Erwägung gezogen wurde. Der Arm wurde in einer mehrstündigen Operation gerettet. Bis zu seiner Genesung verging mehr als ein Jahr. Weitere Mitglieder der Band wurden ebenfalls schwer verletzt und verließen später die Band. Im vierten Quartal 2012 kehrte Baizley, noch im Rollstuhl, in die Vereinigten Staaten zurück. Nach acht Monaten, in denen seine feinmotorischen Fähigkeiten durch Schmerzen und körperliche Einschränkungen begrenzt waren, schienen die Verletzungen soweit verheilt und vernarbt, dass es ihm möglich wurde, wieder zu zeichnen. Als Rechtshänder beeinträchtige die stärker verletzte linke Seite seine Fähigkeiten als Cover-Künstler weniger als jene als Musiker. Das beide Hände erfordernde Gitarrenspiel wieder aufzunehmen, nahm weitere Zeit in Anspruch. Das erste Cover, dass Baizley nach seinem Unfall gestaltete, war das des Kvelertak-Albums Meir. Nach seiner Genesung führte er die Karriere von Baroness ab dem Jahr 2014 fort. Das über ein Jahr hin geschriebene und 2015 veröffentlichte Album Purple wird lyrisch, thematisch und ästhetisch in engem Zusammenhang mit der Aufarbeitung des Unfalls gesehen. Die als Motiv und Titel gewählte Farbe Violett wurde als Verweis auf Hämatome wahrgenommen. Für das Jahr 2017 wurde Baizley die Möglichkeit gegeben, als Kurator des Roadburn Festival zu agieren.

## Werk

### Stil als Cover-Künstler

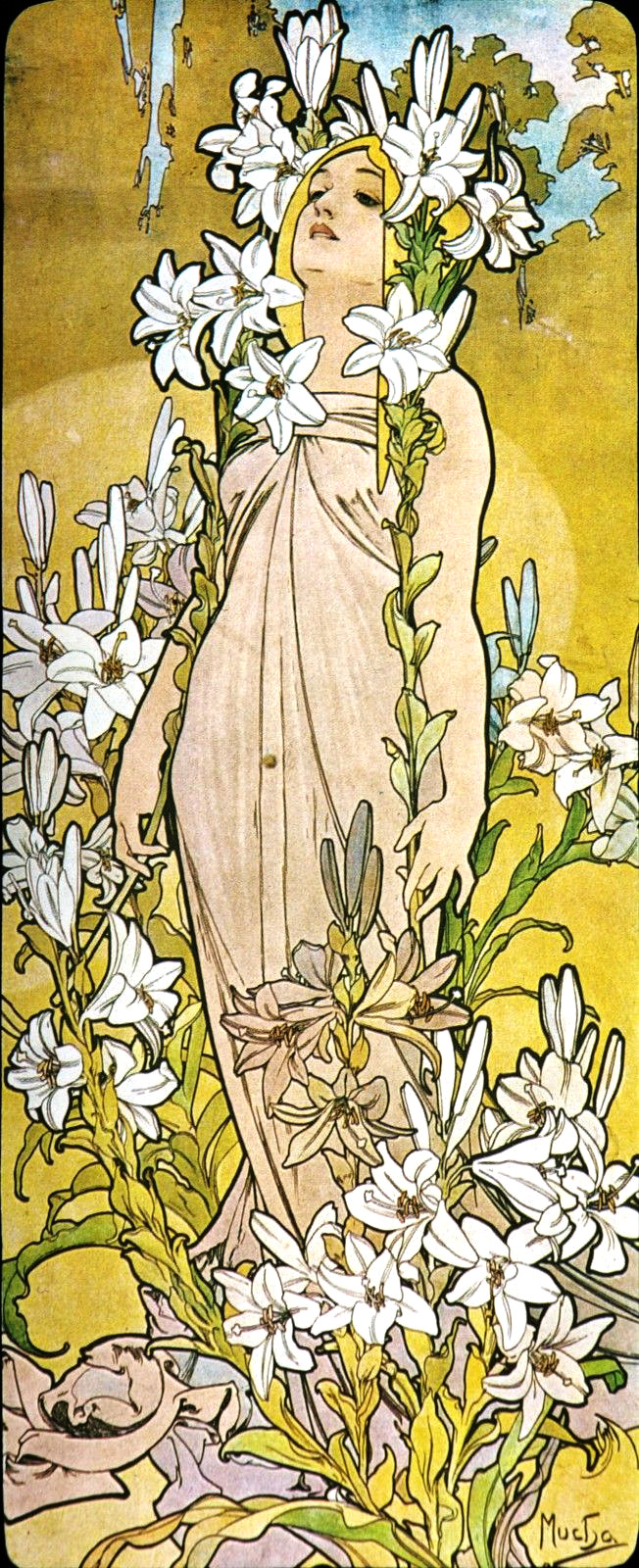
Die Lilie (1898) aus der Reihe der Blumen von Mucha. Baizleys Stil ist dem von Mucha durch die Verbindung pastellener Farben mit Tuschekonturen ähnlich. Auch die Motivwahl weist Überschneidungen auf.

In klassischer Handarbeit, meist mit Aquarellfarbe und Tuschekonturen, ist Baizleys Stil eine Verbindung von Elementen des Jugendstil mit solchen des Barock und moderner Tattoo-Illustrationen. Vincent Grundke vom Metal Hammer schrieb, Baizley sei „ein begnadeter Künstler, der auf spannende Weise den symmetrischen Schwung des Jugendstils mit der frivolen Fülle des Barocks verschmelzen“ lasse. Mit seinen Covern prägte Baizley große Teile der Ästhetik des Metal in den 2010er-Jahren und wurde „einer der angesagtesten Artwork-Designer der Szene“. Sein Schaffen stehe dem vom Alfons Mucha nahe. Markant in seinem Werk sind wiederkehrende Elemente und Motive, insbesondere Blumen und Ranken, dunkelhaarige nackte, durch eine Fülle an Gegenständen und Lebewesen verdeckte Frauen. Die Details, insbesondere die Wahl der Gegenstände und Lebewesen, des jeweiligen Gemäldes orientiert sich an den Albuminhalten und den Wünschen der Interpreten. Entsprechend häufig treten für den Metal typische Symbole wie Schädel, Insekten, Schlangen und archaische Waffen und Geräte in der Gestaltung auf. Die Cover für Baroness sind frei entstehende fantastische Gemälde, in denen Baizley mit Assoziationen und Symbolen arbeitet. Auftragsarbeiten entstehen im Austausch mit den jeweiligen Interpreten.

„Wenn ich mit einer Band arbeite, ist die Herangehensweise so: Ich bitte die Band, mir etwas über ihr Album zu erzählen, und bitte sie dann um ihr Vertrauen, dass mir dazu und zu ihrer Musik etwas einfällt. Ich binde sie natürlich in den Schaffensprozess ein, ich konfrontiere sie nicht einfach mit dem fertigen Albumcover, nach dem Motto ‚take it or leave it‘. Ich mache eine Skizze, zeige sie der Band, erkläre die Bilder, die Metaphorik und die Motivzusammenstellung, und zu Beginn kann man dann immer auch noch mal einen Schritt zurückgehen, aber es gibt immer einen Punkt, an dem alles fix und unumkehrbar ist.“

### Musikstil
Baizley spielt Rhythmusgitarre und singt. Sein Stil entwickelte sich über den Verlauf seiner Karriere. Die Band Baroness begann mit einem an Mastodon orientierten Crossover von Elementen aus Sludge, Progressive Rock, Hard Rock, Alternative und mehr. Seinen gutturalen Brüllgesang legte er zunehmend ab. Das instrumentale Spiel der Band bleib vielfältig, reduzierte die Sludge-Anteile und orientierte sich mit jedem Album an unterschiedlichen Stilideen aus Hard Rock und der Geschichte des Metals. Mit seiner Beteiligung an der Townes Van Zandt gewidmeten Tribut-Kompilation The Songs of Townes Van Zandt II spielte er als Solokünstler Americana-Folk und Alternative Country.

### Covergestaltungen (Auswahl)
- Baroness: Alle Veröffentlichungen
- Black Tusk: Taste the Sin
- Darkest Hour: Deliver Us

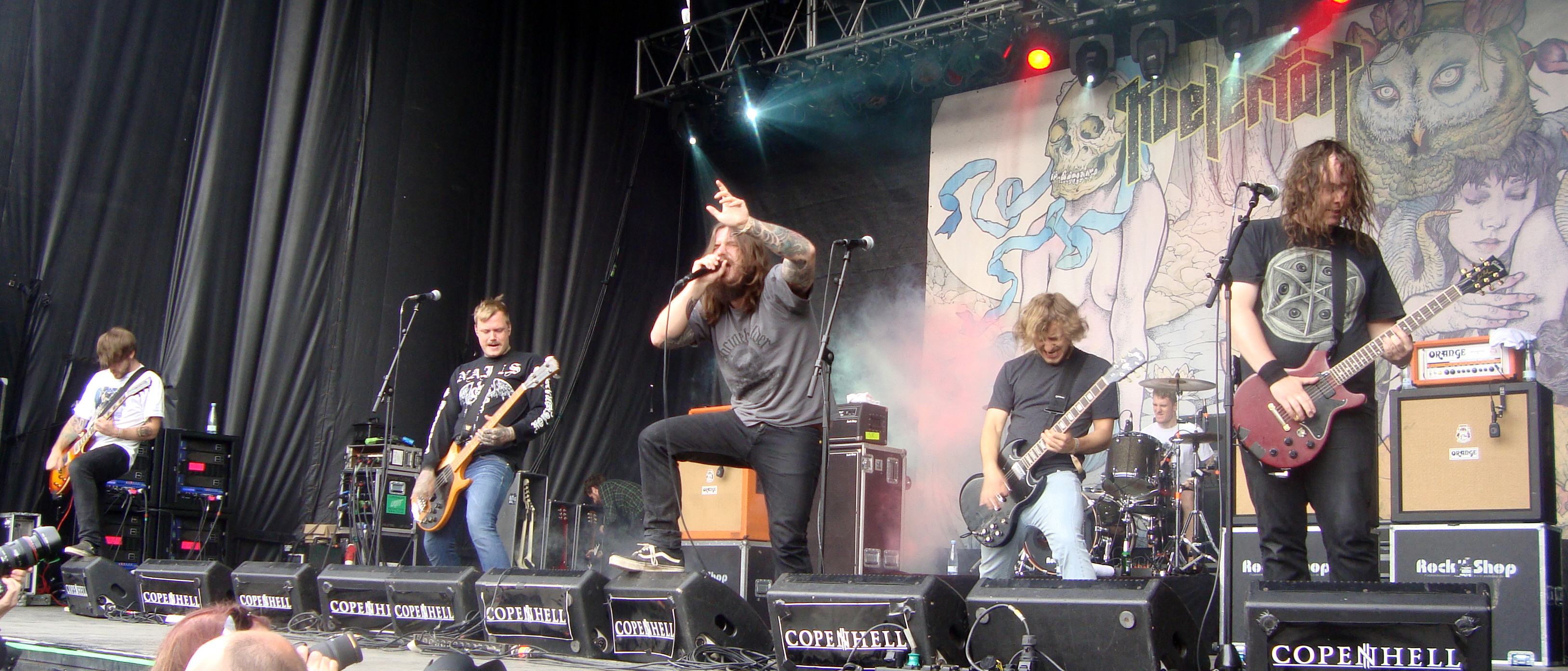
Die Band Kvelertak im Jahr 2011 mit dem von Baizley gestalteten Coverbild des gleichnamigen Debüts als Bühnendekoration

- Flight of the Conchords: I Told You I Was Freaky
- Kvelertak: Kvelertak, Meir
- Kylesa: Static Tensions
- Pig Destroyer: Phantom Limb
- Skeletonwitch: Worship the Witch, Beyond the Permafrost, Serpents Unleashed
- Torche: In Return
- Vitamin X: About to Crack, Full Scale Assault
- Gillian Welch: The Harrow & the Harvest

### Diskografie
Als Solokünstler
- 2013: Songs of Townes Van Zandt (Townes Van Zandt gewidmetes Tribut-EP mit Nate Hall, Steve von Till und Scott Kelly, My Proud Mountain)
- 2014: Songs of Townes Van Zandt II (Townes Van Zandt Tributalbum mit Mike Scheidt und Nate Hall, Neurot Recordings / My Proud Mountain)

Mit Baroness